# Sessanta Live
Sessanta Live (sottotitolato A 60th Birthday Celebration for Maynard James Keenan) è un album dal vivo dei gruppi musicali statunitensi A Perfect Circle, Primus e Puscifer, pubblicato il 24 aprile 2025 dalla Puscifer Entertainment.

## Descrizione
Il disco comprende le registrazioni tratte dal concerto tenuto presso il Talking Stick Resort Amphitheatre di Phoenix durante il Sessanta Tour del 2024. Per l'occasione A Perfect Circle, Primus e Puscifer hanno condiviso il palco ed eseguito a turni brani dal loro repertorio. Nella lista tracce sono presenti anche i brani Kindred, No Angel e Pablo's Hippo, tre inediti realizzati per festeggiare l'avvento della tournée e precedentemente pubblicati nello split Sessanta E.P.P.P..

## Tracce
Lato A
1. A Perfect Circle – The Package (Billy Howerdel, Maynard James Keenan)
2. A Perfect Circle – Disillusioned (Billy Howerdel, Maynard James Keenan)
3. A Perfect Circle – The Contrarian (Billy Howerdel, Maynard James Keenan)

Lato B
1. Primus – Those Damned Blue Collar Tweakers (Les Claypool, Larry LaLonde, Tim Alexander)
2. Primus – Too Many Puppies (Les Claypool, Larry LaLonde, Tim Alexander)
3. Primus – Sgt Baker (Les Claypool, Larry LaLonde, Tim Alexander, Todd Huth)
4. Primus – Follow the Fool (Les Claypool)

Lato C
1. Puscifer – Galieo (Maynard James Keenan, Mat Mitchell, Carina Round)
2. Puscifer – Tiny Monsters (Maynard James Keenan, Josh Eustis, Mat Mitchell, Carina Round)
3. Puscifer – Indigo Children (Maynard James Keenan)

Lato D
1. Primus – Jerry Was A Race Car Driver (Les Claypool, Larry LaLonde, Tim Alexander)
2. Primus – My Name Is Mud (Les Claypool, Larry LaLonde, Tim Alexander)
3. Primus – Tommy the Cat (Les Claypool, Larry LaLonde, Tim Alexander, Todd Huth)

Lato E
1. Puscifer – Flippant (Maynard James Keenan, Mat Mitchell, Carina Round)
2. Puscifer – Momma Sed (Maynard James Keenan)
3. Puscifer – Bullet Train to Iowa (Maynard James Keenan, Mat Mitchell, Carina Round)
4. Puscifer – The Underwhelming (Maynard James Keenan, Mat Mitchell, Carina Round)
5. Puscifer – No Angel (Maynard James Keenan, Mat Mitchell, Carina Round)

Lato F
1. A Perfect Circle – The Hollow (Billy Howerdel, Maynard James Keenan)
2. A Perfect Circle – So Long, and Thanks for All the Fish (Billy Howerdel, Maynard James Keenan)
3. A Perfect Circle – Weak and Powerless (Billy Howerdel, Maynard James Keenan)
4. A Perfect Circle – The Outsider (Billy Howerdel, Maynard James Keenan)
5. A Perfect Circle – Kindred (Billy Howerdel, Maynard James Kennan)

Lato G
1. Puscifer – The Humbling River (Maynard James Keenan, Mat Mitchell, Tim Alexander)
2. Puscifer – The Remedy (Maynard James Keenan, Mat Mitchell, Carina Round)
3. A Perfect Circle – Counting Bodies like Sheep to the Rhythm of the War Drums (Billy Howerdel, Maynard James Keenan)
4. A Perfect Circle – Judith (Billy Howerdel, Maynard James Keenan)

Lato H
1. Primus – Southbound Pachyderm (Les Claypool, Larry LaLonde, Tim Alexander)
2. Primus – Pablo's Hippos (Les Claypool, Larry LaLonde, Tim Alexander)
3. Puscifer featuring all members of A Perfect Circle and Primus – Grand Canyon (Maynard James Keenan, Mat Mitchell, Carina Round)

## Formazione
Hanno partecipato alle registrazioni, secondo le note di copertina:
A Perfect Circle
- Maynard James Keenan – voce
- Billy Howerdel – chitarra, cori
- Greg Edwards – chitarra
- Matt McJunkins – basso
- Josh Freese – batteria

Primus
- Les Claypool – voce. basso
- Larry LaLonde – chitarra
- John Hoffman – batteria

Puscifer
- Maynard James Keenan – voce
- Mat Mitchell – chitarra, tastiera
- Carina Round – voce aggiuntiva
- Greg Edwards – basso
- Gunnar Olsen – batteria

Produzione
- Puscifer – produzione
- Mat Mitchell – produzione, direzione creativa, progettazione, missaggio
- Sarah Landau – progettazione
- Dino Paredes – produzione esecutiva
- Gil Tamazyan – mastering
- Jim Louvau – fotografia
- Ken Taylor – grafica
- Randall Leddy – impaginazione